# UGEARS
UGEARS(한국어: 유기어스)는 접착제나 칼 없이도 나무 부품으로 조립할 수 있는 장난감을 만드는 기업이다.

## 종류
오토바이, 트랙터와 같은 탈것뿐만 아니라 대관람차 등 여러 가지 종류가 있다.

## 난이도
UGEARS에는 여러 가지 제품들이 있으며, 각각 제품의 상자에는 걸리는 시간이 쓰여져 있는데, 만드는 데 4~6시간 소요되는 제품도 있으며, 초보자에게는 쉬운 제품을 먼저 몇개 만들고 나서 어려운 제품을 조립하는 것이 더 쉽다.

## 같이 보기
- 프라모델